# لازلو ناغي (تربوي)
لازلو ناجي (بالمجرية: Nagy László)‏ (و. 1857 – 1931 م) هو تربوي، وعالم نفس، وطبيب نفسي مجري، توفي في بودابست، عن عمر يناهز 74 عاماً.